# Pachyteria nigra
Pachyteria nigra är en skalbaggsart som beskrevs av Morati och Joseph Huet 2004. Pachyteria nigra ingår i släktet Pachyteria och familjen långhorningar. Inga underarter finns listade i Catalogue of Life.